# Ребич, Никола
Никола Ребич (серб. Никола Ребић; род. 22 января 1995, Белград, СРЮ) — сербский профессиональный баскетболист, играющий на позиции разыгрывающего защитника.

## Карьера
Ребич воспитанник молодёжной команды «Црвены звезды». В феврале 2013 года Никола подписал свой первый профессиональный контракт с белградским клубом. Ребич выступал за «Црвену звезду» до 2016 года, после чего перешёл в другую сербскую команду «Мега Лекс», где отыграл полтора сезона и перешёл в испанский «Бильбао».
Сезон 2018/2019 Ребич провёл в черногорском «Морнаре», где его средняя статистика в Адриатической лиге составила 10,7 очка и 3,8 передачи.
В сентябре 2019 года Ребич перешёл в «Енисей». В Единой лиге ВТБ Никола набирал 7,6 очка, 2,9 передачи. В матчах Кубка Европы ФИБА отметился 9,2 очками и 4,4 передачи в среднем за игру.
Сезон 2020/2021 Ребич начинал в «Монако», но в декабре 2020 года перешёл в «Нантер 92».
В июле 2021 года Ребич стал игроком «Миттельдойчера». В 32 матчах чемпионата Германии его средние показатели составили 10,3 очка, 4,4 передачи, 2,6 подбора и 0,9 перехвата.
В сентябре 2022 года Ребич подписал с «Автодором» контракт сроком на 1,5 месяца с опцией продления до конца сезона 2022/2023. В ноябре Никола воспользовался опцией выхода из контракта и покинул команду. В 8 матчах Единой лиги ВТБ Никола набирал 8,1 очка, 4,8 передачи, 1,5 подбора и 0,5 перехвата.
Свою карьеру Ребич продолжил в «Нижнем Новгороде». В 20 матчах Единой лиги ВТБ Никола отметился статистикой в 7,0 очка, 2,1 подбора и 3,9 передачи.
В июле 2023 года Ребич перешёл в «Самару».
В ноябре 2024 года Ребич продолжил карьеру в «Бююкчекмедже».

## Достижения

### Клубные
- Чемпион Адриатической лиги (2): 2014/2015, 2015/2016
- Чемпион Сербии (2): 2014/2015, 2015/2016
- Обладатель Кубка Радивоя Корача (2): 2013/2014, 2014/2015

### Сборная Сербии
- Победитель чемпионата Европы (до 20 лет): 2015
- Бронзовый призёр чемпионата Европы (до 20 лет): 2014
- Бронзовый призёр чемпионата Европы (до 18 лет): 2012